# Torneo interzonale

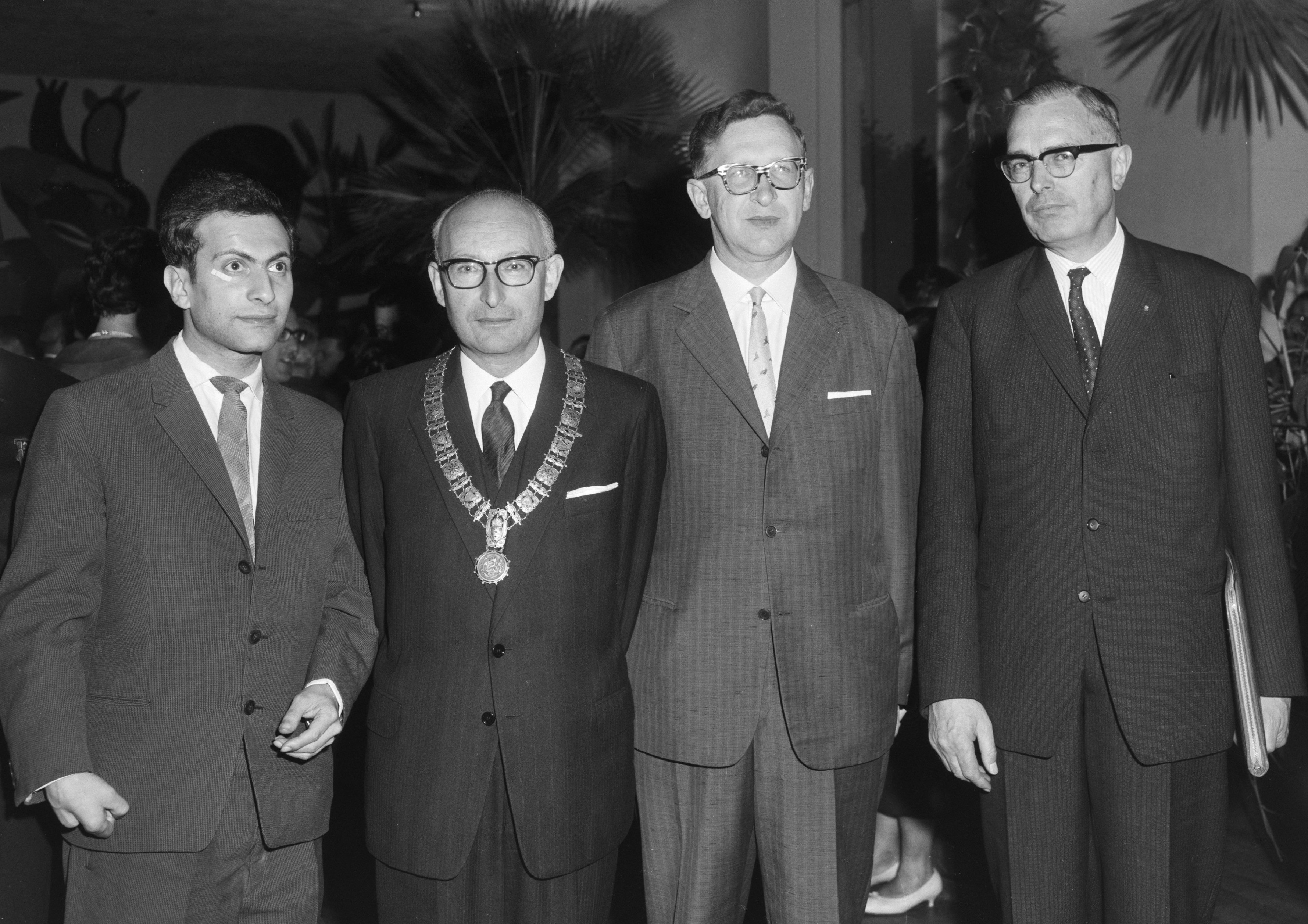
Mikhail Tal, R. van der Bergh (funzionario), Vassily Smyslov e Max Euwe all'interzonale di Amsterdam 1964.

Il torneo interzonale è stato un torneo di scacchi usato per le qualificazioni al campionato del mondo tra il 1948 e il 1993. 
Prende questo nome perché vi si affrontavano giocatori provenienti da diverse zone amministrative della FIDE.
I tornei interzonali furono istituiti dalla FIDE in previsione del secondo campionato del mondo da essa gestito (il primo, del 1948, era stato ad inviti). Si poneva ad un livello intermedio tra i tornei zonali (organizzati nella varie zone della FIDE) e i tornei dei candidati, il cui vincitore aveva il diritto di sfidare il campione del mondo; il primo si svolse a Saltsjöbaden tra il 2 aprile e il 16 maggio 1948.
Fino alla fine degli anni ottanta, i partecipanti ai tornei interzonali erano usualmente una ventina, e il formato previsto era quello del girone all'italiana; nei primi cicli (fino a quello relativo al mondiale 1972) si teneva un solo interzonale, mentre in seguito il numero fu ampliato a due (fino al campionato del mondo 1981) e poi a tre. 
Nel ciclo per il mondiale 1993, la FIDE introdusse il sistema svizzero, concentrando 64 giocatori in un unico torneo. Tale formato fu conservato per il campionato FIDE 1996, così come per il rivale campionato del mondo 1995 organizzato dalla PCA dopo la divisione del titolo mondiale. A partire dal mondiale 1998, la FIDE non tenne più interzonali, sostituendo il campionato del mondo con un unico torneo ad eliminazione diretta.

## Storico degli interzonali
Nota: la numerazione ha solo valore indicativo, non esistendo una numerazione ufficiale.
| #  | Anno | Città            | Paese            | Giocatori | Qualificati | Vincitore          | Punteggio |
| -- | ---- | ---------------- | ---------------- | --------- | ----------- | ------------------ | --------- |
| 1  | 1948 | Saltsjöbaden     | Svezia           | 20        | 9 [1]       | David Bronštejn    | 13,5/19   |
| 2  | 1952 | Stoccolma        | Svezia           | 21        | 8 [2]       | Aleksandr Kotov    | 16,5/20   |
| 3  | 1955 | Göteborg         | Svezia           | 21        | 9 [3]       | David Bronštejn    | 15/20     |
| 4  | 1958 | Portorose        | Jugoslavia       | 21        | 6 [4]       | Michail Tal'       | 13,5/20   |
| 5  | 1962 | Stoccolma        | Svezia           | 23        | 6 [5]       | Robert Fischer     | 17,5/22   |
| 6  | 1964 | Amsterdam        | Paesi Bassi      | 24        | 6 [6]       | Vasilij Smyslov    | 17/23     |
| 7  | 1967 | Susa             | Tunisia          | 23[7]     | 6 [8]       | Bent Larsen        | 15,5/21   |
| 8  | 1970 | Palma di Maiorca | Spagna           | 24        | 6 [9]       | Robert Fischer     | 18,5/23   |
| 9  | 1973 | Petrópolis       | Brasile          | 18        | 3 [10]      | Henrique Mecking   | 12/17     |
| 10 | 1973 | Leningrado       | Unione Sovietica | 18        | 3 [11]      | Viktor Korčnoj[12] | 13,5/17   |
| 11 | 1976 | Biel             | Svizzera         | 20        | 3 [13]      | Bent Larsen        | 12,5/19   |
| 12 | 1976 | Manila           | Filippine        | 20        | 3 [14]      | Henrique Mecking   | 13/19     |
| 13 | 1979 | Riga             | Unione Sovietica | 18        | 3 [15]      | Michail Tal'       | 14/17     |
| 14 | 1979 | Rio de Janeiro   | Brasile          | 18[16]    | 3 [17]      | Lajos Portisch     | 11,5/17   |
| 15 | 1982 | Las Palmas       | Spagna           | 14        | 2 [18]      | Zoltán Ribli       | 9/13      |
| 16 | 1982 | Mosca            | Unione Sovietica | 14        | 2 [19]      | Garri Kasparov     | 10/13     |
| 17 | 1982 | Toluca           | Messico          | 14        | 2 [20]      | Lajos Portisch     | 8,5/13    |
| 18 | 1985 | Biel             | Svizzera         | 18        | 4 [21]      | Rafayel Vahanyan   | 12,5/17   |
| 19 | 1985 | Taxco            | Messico          | 16        | 4 [22]      | Jan Timman         | 12/15     |
| 20 | 1985 | Tunisi           | Tunisia          | 17[23]    | 4 [24]      | Artur Jusupov      | 11,5/16   |
| 21 | 1987 | Subotica         | Serbia           | 16[25]    | 3 [26]      | Gyula Sax          | 10,5/15   |
| 22 | 1987 | Szirák           | Ungheria         | 18        | 3 [27]      | Valerij Salov      | 12,5/17   |
| 23 | 1987 | Zagabria         | Croazia          | 17        | 3 [28]      | Viktor Korčnoj     | 11/16     |
| 24 | 1990 | Manila           | Filippine        | 64        | 11 [29]     | Boris Gelfand      | 9/11      |
| 25 | 1993 | Biel             | Svizzera         | 73        | 10 [30]     | Boris Gelfand      | 9/11      |